# 中尾受太郎
中尾 受太郎（なかお じゅたろう、1970年11月13日 - ）は、日本の男性総合格闘家。神奈川県横須賀市出身。神奈川県立横須賀大津高等学校、二松學舍大学文学部卒業。元DEEPウェルター級王者。
元総合格闘家の中尾享太郎は実弟。芸術家の中尾ひろ子は実妹。兄弟ピアノデュオ「レ・フレール」は従兄弟。

## 来歴
小中高と野球部在籍、大学で柔道を始め三段取得。大学卒業後のアメリカ留学を経て、総合格闘技を始めた。
1995年12月、全日本アマチュア修斗選手権ミドル級（-76kg）で優勝し、1996年1月20日に修斗で奥田康則をTKOしてプロデビュー。
1996年3月、第2回全日本コンバットレスリング選手権にて準優勝を果たした。
1998年5月13日、修斗ミドル級王座決定戦で桜井"マッハ"速人と対戦し、0-3の判定負けを喫し王座獲得に失敗した。
1999年2月2日、SuperBrawlでUFC世界ライト級（-77kg）王者パット・ミレティッチと対戦し、三角絞めで一本勝ちを収めた。
1999年9月7日、SuperBrawl 13でデイブ・メネーと対戦し、判定負け。
2001年9月28日、UFC初出場となったUFC 33でトニー・デソーザと対戦し、KO勝ち。
2002年3月22日、UFC 36でショーン・シャークと対戦し、0-3の判定負け。
2003年2月2日、初出場となったシュートボクシングで渡邉卓也と対戦し、3-0の判定勝ち。
2004年7月3日、DEEPウェルター級（-76kg）トーナメントに出場。1回戦でアライケンジに一本勝ち。10月30日の準決勝で青木真也にカウンターの左ストレートでKO勝ち、同日の決勝では中村大介にマウントパンチでTKO勝ちを収め初代DEEPウェルター級王座を獲得した。
2005年7月17日、PRIDE初出場となったPRIDE 武士道 -其の八-でマーカス・アウレリオと対戦し、0-3の判定負け。
2006年3月、REALRHYTHM 3rd STAGEで行われたDEEPウェルター級タイトルマッチで挑戦者の池本誠知と対戦し、判定勝ちを収め王座の初防衛に成功した。
2007年2月16日、DEEP 28 IMPACTで行われたDEEPウェルター級タイトルマッチで挑戦者の長谷川秀彦と対戦し、0-2の判定負けを喫し王座陥落した。
2007年7月8日、DEEP 30 IMPACTで國奥麒樹真と対戦。終了間際にバックマウントポジションを奪うも時間切れとなり、1-1の判定ドローとなった。
2009年2月20日、DEEP 40 IMPACTのDEEPライト級王座決定トーナメント1回戦で松本晃市郎と対戦し、0-3の判定負けを喫した。
2009年8月23日、DEEP 43 IMPACTで日本復帰戦となる長南亮と対戦し、0-3の判定負けを喫した。
2011年4月22日、DEEP 53 IMPACTで北岡悟と対戦し、0-3の判定負けを喫した。

## 戦績

### 総合格闘技
| 総合格闘技 戦績 | 総合格闘技 戦績 | 総合格闘技 戦績 | 総合格闘技 戦績 | 総合格闘技 戦績 | 総合格闘技 戦績 | 総合格闘技 戦績 |
| --------------- | --------------- | --------------- | --------------- | --------------- | --------------- | --------------- |
| 51 試合         | (T)KO           | 一本            | 判定            | その他          | 引き分け        | 無効試合        |
| 26 勝           | 7               | 14              | 5               | 0               | 4               | 0               |
| 21 敗           | 4               | 1               | 16              | 0               | 4               | 0               |

| 勝敗 | 対戦相手                               | 試合結果                                    | 大会名                                                  | 開催年月日     |
| ×    | 嶋田伊吹                               | 2R 3:20 TKO（ドクターストップ：左目の負傷） | DEEP & PANCRASE 大阪大会                                | 2019年11月17日 |
| ×    | 渡辺良知                               | 5分3R終了 判定0-3                           | DEEP CAGE IMPACT 2018 in OSAKA                          | 2018年10月8日  |
| ○    | 近藤有己                               | 2R 0:57 TKO（パンチ）                       | PANCRASE vs DEEP 大阪大会                               | 2017年12月24日 |
| ×    | 住村竜市朗                             | 5分3R終了 判定0-3                           | DEEP CAGE IMPACT 2015 in OSAKA                          | 2015年10月11日 |
| ○    | 秀虎                                   | 5分3R終了 判定3-0                           | DEEP CAGE IMPACT 2014 in OSAKA                          | 2014年10月19日 |
| ×    | 菊野克紀                               | 1R 1:07 KO（左フック）                      | DEEP CAGE IMPACT 2013 in KORAKUEN HALL                  | 2013年6月15日  |
| ○    | ジョン・ドゥジェ                       | 1R 4：13 アームロック                       | DEEP OSAKA IMPACT 2012                                  | 2012年9月29日  |
| ×    | 岸本泰昭                               | 5分3R終了 判定0-3                           | DEEP OSAKA IMPACT                                       | 2011年9月4日   |
| ×    | 北岡悟                                 | 5分3R終了 判定0-3                           | DEEP 53 IMPACT 〜小路晃引退興行〜                       | 2011年4月22日  |
| ○    | 伊藤有起                               | 5分3R終了 判定3-0                           | DEEP 45 IMPACT                                          | 2010年1月24日  |
| ×    | 長南亮                                 | 5分3R終了 判定0-3                           | DEEP 43 IMPACT                                          | 2009年8月23日  |
| ×    | 松本晃市郎                             | 5分3R終了 判定0-3                           | DEEP 40 IMPACT 【ライト級王座決定トーナメント 1回戦】   | 2009年2月20日  |
| ○    | イ・ヨンフン                           | 2R 2:26 TKO（パンチ連打）                   | 日韓親善国際格闘技大会 GLADIATOR                        | 2008年8月16日  |
| ○    | 岩瀬茂俊                               | 5分2R終了 判定3-0                           | DEEP 35 IMPACT                                          | 2008年5月19日  |
| ×    | ハン・スーファン                       | 2R 1:15 KO（左フック→パウンド）             | DEEP 33 IMPACT                                          | 2007年12月12日 |
| △    | 國奥麒樹真                             | 5分3R終了 判定1-1                           | DEEP 30 IMPACT                                          | 2007年7月8日   |
| ×    | 長谷川秀彦                             | 5分3R終了 判定0-2                           | DEEP 28 IMPACT 【DEEPウェルター級タイトルマッチ】       | 2007年2月16日  |
| ×    | ファブリシオ・"ピットブル"・モンテイロ | 5分3R終了 判定0-3                           | DEEP 26 IMPACT                                          | 2006年10月10日 |
| ○    | 窪田幸生                               | 2R 2:08 TKO（サッカーボールキック）         | DEEP 25 IMPACT                                          | 2006年8月4日   |
| ○    | 池本誠知                               | 5分3R終了 判定3-0                           | REALRHYTHM 3rd STAGE 【DEEPウェルター級タイトルマッチ】 | 2006年3月4日   |
| △    | オ・ウォンジン                         | 5分3R終了 判定1-0                           | DEEP 20th IMPACT                                        | 2005年9月3日   |
| ×    | マーカス・アウレリオ                   | 2R（10分/5分）終了 判定0-3                  | PRIDE 武士道 -其の八-                                   | 2005年7月17日  |
| ○    | 佐々木恭介                             | 5分3R終了 判定3-0                           | REALRHYTHM                                              | 2005年3月6日   |
| ○    | 中村大介                               | 3R 3:16 TKO（マウントパンチ）               | DEEP 16th IMPACT 【ウェルター級トーナメント 決勝】      | 2004年10月30日 |
| ○    | 青木真也                               | 1R 4:29 KO（左ストレート）                  | DEEP 16th IMPACT 【ウェルター級トーナメント 準決勝】    | 2004年10月30日 |
| ○    | アライケンジ                           | 1R 4:04 三角絞め                            | DEEP 15th IMPACT 【ウェルター級トーナメント 1回戦】     | 2004年7月3日   |
| ×    | 菊地昭                                 | 5分3R終了 判定0-2                           | 修斗                                                    | 2004年5月3日   |
| ○    | サウリ・ヘイリモ                       | 2R 0:39 横三角絞め                          | 修斗                                                    | 2003年7月13日  |
| ○    | デシャウン・ジョンソン                 | 1R 4:53 V1アームロック                      | SuperBrawl 27                                           | 2002年11月9日  |
| ×    | ショーン・シャーク                     | 5分3R終了 判定0-3                           | UFC 36: Worlds Collide                                  | 2002年3月22日  |
| ○    | 和田拓也                               | 1R 4:07 三角絞め                            | 修斗 SHOOTO TO THE TOP -THE FINAL ACT-                  | 2001年12月16日 |
| ○    | トニー・デソーザ                       | 2R 0:15 KO（左フック）                      | UFC 33: Victory in Vegas                                | 2001年9月28日  |
| ○    | ラバーン・クラーク                     | 3R 3:50 三角絞め                            | HOOKnSHOOT: Masters                                     | 2001年5月26日  |
| ○    | トーマス・デニー                       | 3R 3:09 喉絞め                              | 修斗 SHOOTO TO THE TOP                                  | 2001年3月2日   |
| △    | スティーブ・バーガー                   | 5分3R終了 判定0-0                           | HOOKnSHOOT: Fusion                                      | 2000年11月18日 |
| ×    | ダン・ギルバート                       | 3R 4:02 TKO（カット）                       | 修斗 R.E.A.D.                                           | 2000年8月4日   |
| ×    | レイ・クーパー                         | 5分3R終了 判定0-3                           | 修斗 R.E.A.D.                                           | 2000年1月14日  |
| ○    | ラフロス・ラロス                       | 1R 2:17 三角絞め                            | 修斗 the Renaxis 1999 in Osaka                          | 1999年10月29日 |
| ×    | デイブ・メネー                         | 5分3R終了 判定0-3                           | SuperBrawl 13                                           | 1999年9月7日   |
| ×    | 加藤鉄史                               | 5分3R終了 判定0-3                           | 修斗 the Renaxis 1999 "10 Years Anniversary"            | 1999年5月29日  |
| ○    | パット・ミレティッチ                   | 1R 9:22 三角絞め                            | SuperBrawl 11                                           | 1999年2月2日   |
| ○    | REDスレイヤー・がい                    | 1R 3:56 三角絞め                            | 修斗 下北沢修斗劇場 第1弾 Shooter's Dream               | 1998年9月18日  |
| ×    | 桜井"マッハ"速人                       | 5分3R終了 判定0-3                           | 修斗 Las Grandes Viajes 3 【修斗ミドル級王座決定戦】    | 1998年5月13日  |
| ○    | ジェイ・R・パーマー                    | 1R 3:51 スリーパーホールド                  | 修斗 Las Grandes Viajes 1                               | 1998年1月17日  |
| ○    | スティーブ・ネルソン                   | 2R 5:31 三角絞め                            | VALE TUDO JAPAN '97                                     | 1997年11月29日 |
| ○    | 加藤鉄史                               | 3R 4:56 腕ひしぎ十字固め                    | 修斗 III Reconquista                                    | 1997年8月27日  |
| △    | 郷野聡寛                               | 5分3R終了 判定1-0                           | 修斗 SHOOTO GIG                                         | 1997年6月25日  |
| ×    | 山崎進                                 | 3分3R終了 判定0-2                           | 大道塾 THE WARS IV                                      | 1997年3月11日  |
| ×    | アレックス・クック                     | 2R 1:50 スリーパーホールド                  | 修斗                                                    | 1996年10月4日  |
| ○    | 小島直人                               | 2R 1:42 スリーパーホールド                  | 修斗                                                    | 1996年3月5日   |
| ○    | 奥田康則                               | 1R 1:18 TKO（パンチ連打）                   | 修斗                                                    | 1996年1月20日  |

### キックボクシング
| 勝敗 | 対戦相手 | 試合結果       | 大会名                        | 開催年月日   |
| ○    | 渡邉卓也 | 3R終了 判定3-0 | SHOOT BOXING "S" of the World | 2003年2月2日 |

## 獲得タイトル
- 第2回全日本アマチュア修斗選手権ミドル級 優勝（1995年）
- 初代DEEPウェルター級王座（2004年）